# Sonntagnachmittag (Werefkin)

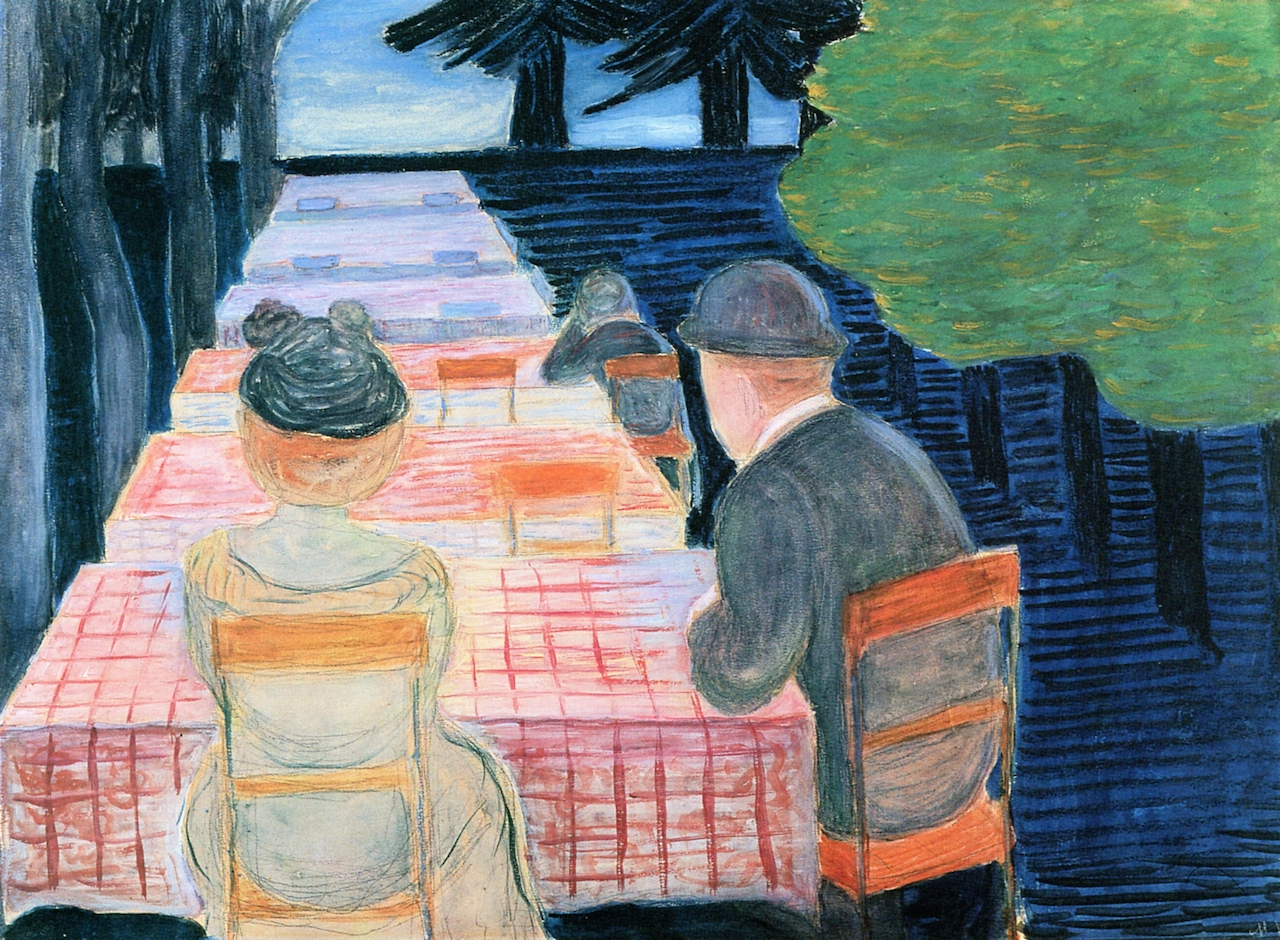
Sonntagnachmittag

„Sonntagnachmittag“ ist der Titel eines Gemäldes, das die russische Künstlerin Marianne von Werefkin 1908 malte. Das Werk gehört zum Bestand der Fondazione Marianne Werefkin (FMW) in Ascona. Es trägt dort die Inventar-Nummer FMW-0-0-11. Das Gemälde ist r. u. bezeichnet „M. W.“ Die zugehörige Skizze, eine bunte Gouache, befindet sich im 1908 datierten Skizzenbuch der FMW.

## Technik und Maße
Es handelt sich um eine Temperamalerei auf Karton, 36,5 × 50,5 cm.

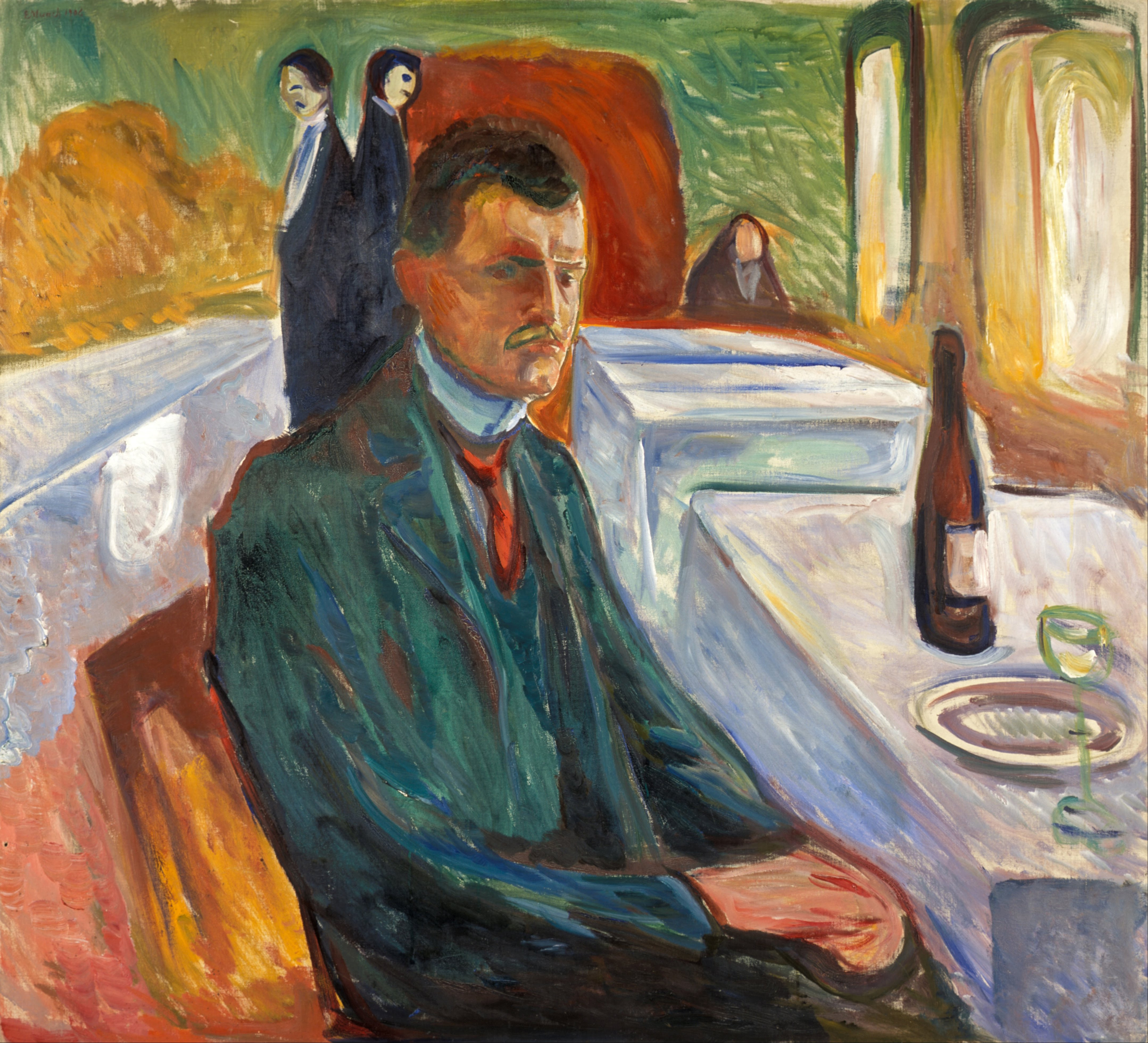
Edvard Munch, Selbstbildnis mit Weinflasche (1906)

## Ikonografie

### Munch-Anleihen
Das Gemälde zeigt Werefkins formale und ikonologische Verwandtschaft mit Edvard Munch. Zweifelsfrei diente ihr sein „Selbstbildnis mit Weinflasche“ von 1906 als Anregung. Jedoch setzte sie das Munch’sche Gemälde nach persönlichem Empfinden und Erleben um, analog einer Erklärung Munchs: „Ich male nicht, was ich sehe, sondern was ich sah“, die weitgehend den programmatischen Forderungen Gauguins und seiner Schüler von Pont-Aven entspricht. Aufschlussreich sind die Vertauschungen und Veränderungen, die sie in ihrem Bild gegenüber der Vorlage vornahm. Sie verlegte die Begebenheit z. B. von dem Innenraum eines Restaurants in eine Landschaft, wahrscheinlich ist ein bayerischer Biergarten gemeint.
Im Munch’schen Bild ist zumindest ein Tisch gedeckt. Kellner im Hintergrund warten auf weitere Gäste. Bei Werefkin sind die Tische leer, die Gäste werden nicht bedient. In beiden Bildern gibt es keine Kommunikation, weder zum Betrachter noch unter den Dargestellten. Es sind Erzählungen von Einsamkeit, Verlassenheit und Leere.

### Die forcierte Perspektive
Zeigt das Munch’sche Bild drei aneinandergestellte längsformatige Tische an der Wand- und der Fensterseite links und rechts des Mittelgangs eines Restaurants in perspektivischer Verkürzung, so änderte Werefkin diese zu einer Reihung von doppelt so vielen Tischen, die sie allerdings in Querformate verwandelte. Während die Tischreihen an der Rückwand des Munch’schen Lokals enden, führen sie im Werefkin’schen Bild wie Stufen zum hohen Horizont   ins Nichts   und werden zum Hauptthema des Bildes, der „forcierten Perspektive“. Die forcierte Perspektive erforschte später Werefkins Künstlerkollegin Erma Bossi in besonders interessanter Weise, indem sie diese gleichzeitig in Frage stellte.

### Repoussoirfiguren
Die Überbetonung der perspektivischen Konstruktion steht im Bild der Werefkin in deutlichem Kontrast zu der silhouettenhaften und flächigen Gestaltung der Baumkrone rechts im Bild. Es entsteht der Gegensatz von Nähe und Ferne, Raumtiefe und Flächigkeit. Bei Munch schaut der Selbstporträtierte als Halbfigur verlorenen Blicks aus dem Bild heraus. Bei Werefkin kehren die Dargestellten dem Betrachter den Rücken zu, werden zu Repoussoirfiguren und verstärken so die Wirkung eines Tiefensogs.